# Dastira hippialis
Dastira hippialis är en fjärilsart som beskrevs av Walker 1859. Dastira hippialis ingår i släktet Dastira och familjen mott. Inga underarter finns listade i Catalogue of Life.